# Garigliano
Ne doit pas être confondu avec Gagliano.
Le Garigliano (en italien : [ɡariʎˈʎaːno]) est un court fleuve du centre de l'Italie, en Campanie, à environ 70 km au nord-ouest de Naples.

## Géographie
Il est formé par la confluence des rivières Gari et Liri. Il se jette dans le golfe de Gaète, dans la mer Tyrrhénienne.
La majeure partie de ses 40 km de longueur sert de frontière administrative entre les régions de Campanie et du Latium.

## Histoire
Lieu de nombreuses batailles au cours des siècles, dont une défaite infligée aux Sarrasins en 885 par Guy de Spolète.
Longtemps frontière sud des États pontificaux, il était alors connu comme le Verde.
En décembre 1503, le chevalier Bayard, « sans peur et sans reproche », y couvrit la retraite d'une armée française face à un millier d'Espagnols, empêchant à lui seul le passage d'un pont.
Pendant la Seconde Guerre mondiale, le Garigliano servit d’appui à la ligne Gustave, un système de défense allemand, qui fut le théâtre de la bataille du mont Cassin en 1944. La bataille du Garigliano, en mai 1944, permit aux troupes du Corps expéditionnaire français du général Juin de déborder puis d'enfoncer les lignes allemandes, donnant ainsi aux Alliés la possibilité de reprendre leur progression vers Rome, interrompue depuis janvier 1944.